# (9086) 1995 SA3
A (9086) 1995 SA3 a Naprendszer kisbolygóövében található aszteroida. Seiji Ueda és Hiroshi Kaneda fedezte fel 1995. szeptember 20-án.